# Akmyrat Rejepow
Akmyrat Rejepow (russisch Акмурад Реджепов Akmurad Redschepow; † 10. August 2017) war ein turkmenischer Offizier (Generalleutnant) und Sicherheitschef des Präsidenten von Turkmenistan.

## Leben
Rejepow war unter dem im Dezember 2006 verstorbenen turkmenischen Präsidenten Saparmyrat Nyýazow Chef der sogenannten präsidialen Leibwache (seit 1985) und besaß nach Aussage von Medienberichten einen großen Einfluss im Militär- und Sicherheitsapparat des Landes. Er soll nach dem Tod Nyýazows den Übergang des Amtes des Staatsoberhauptes auf den Parlamentspräsidenten Öwezgeldi Ataýew verhindert und stattdessen für die Einsetzung des Vize-Ministerpräsidenten Gurbanguly Berdimuhamedow gesorgt haben. Dieser galt zu diesem Zeitpunkt als eine Marionette Rejepows. Rejepow wurde vom Volksrat als einer von elf Kandidaten für die Präsidentschaftswahl im Februar 2007 vorgeschlagen, unter den sechs tatsächlich bei der Wahl angetretenen Kandidaten, die von Berdimuhammedow gewonnen wurde, war er aber nicht mehr dabei.
Im Juli 2007 wurde gemeldet, dass man Rejepow bereits am 15. Mai aus seinem Amt entlassen hatte und er zusammen mit seinem Sohn Nurmyrat Rejepow wegen Korruption und Amtsmissbrauch zu Haftstrafen von 20 bzw. 13 Jahren verurteilt wurde.
Rejepow hatte während seiner Haft keinen Kontakt zur Außenwelt und gehörte zu den turkmenischen „Sondergefangenen“, über deren Verbleib eine internationale Kampagne Aufklärung forderte. Er starb am 10. August 2017 in einem turkmenischen Gefängnis, laut offiziellen Angaben an Thrombose.